# Puisieux (Seine-et-Marne)
Puisieux is een gemeente in het Franse departement Seine-et-Marne (regio Île-de-France) en telt 286 inwoners (2005). De plaats maakt deel uit van het arrondissement Meaux.

## Geografie
De oppervlakte van Puisieux bedraagt 9,1 km², de bevolkingsdichtheid is 31,4 inwoners per km².
De onderstaande kaart toont de ligging van Puisieux (Seine-et-Marne) met de belangrijkste infrastructuur en aangrenzende gemeenten.

## Demografie
Onderstaande figuur toont het verloop van het inwonertal (bron: INSEE-tellingen).